# 西蒙·伊斯特比
西蒙·伊斯特比（英語：Simon Easterby；1975年7月21日—）是一位已經退役的愛爾蘭橄欖球運動員。他現在擔任愛爾蘭國家橄欖球隊的助理教練。